# 1/2 falta
½ falta es una telenovela argentina juvenil que produjo Pol-ka Producciones durante el 2005. La telenovela buscaba mostrar como era un colegio público de Buenos Aires y la realidad que viven allí alumnos y docentes. Protagonizada por Gabriela Toscano y Federico D'Elía. Coprotagonizada por Andrea Pietra, Sebastián Pajoni, Marta Betoldi y Osqui Guzmán. Antagonizada por Alejandra Darín. También, contó con las actuaciones juveniles de Sofía Elliot, Nicolás Goldschmidt, Vanesa González, Rodrigo Guirao Díaz, Inés Palombo, Santiago Stieben y Juana Repetto. Y las actuaciones especiales de Marcelo Savignone y los primeros actores Leonor Manso y Osvaldo Santoro. Salió al aire por primera vez el 7 de junio de 2005 a las 18.00 por la pantalla de Canal Trece con un índice de audiencia debut de 13.6, y finalizó el 16 de enero de 2006 a las 19.00 con 8.0 puntos.

## Sinopsis
Vida Juárez (Gabriela Toscano), una docente que es convocada para cubrir una suplencia en la escuela, tendrá a su cargo un curso compuesto por chicos en plena etapa de adolescencia. Estos jóvenes atraviesan situaciones de vida complicadas; desde la adicción al alcohol hasta aquellos que deben cuidar a sus hermanos menores por tener un padre preso o una madre ausente. Vida los ayudará a enfrentar sus problemas y temores, a la vez que ella deberá enfrentar su amor por el padre de Bruno, luego profesor de artes plásticas, Remo Zampardi  (Federico D'Elia).

## Elenco y personajes

### Elenco protagónico adulto
- Gabriela Toscano como Vida Juárez: Profesora de Literatura. Hija de Nino. Está enamorada de Remo.
- Federico D'Elia como Remo Zampardi: Profesor de Artes Plásticas. Padre de Bruno. Está enamorado de Vida.
- Andrea Pietra como Manuela Pedraza: Preceptora y profesora de Teatro. Enamorada de Julián y Javier, pero finalmente estará de novia con Julián.
- Alejandra Darín como Laura Sobrado: Profesora de Biología. Luego directora temporalmente.
- Marcelo Savignone como Gervacio Argentino Salvetti: Profesor de Geografía.
- Sebastián Pajoni como Julian Doello: Profesor de Música. Está enamorado de Vida, luego comenzará a sentir amor por Manuela.
- Marta Betoldi como Beatriz : Directora.
- Osqui Guzmán como Oruga: Dueño del Bar "Oruga". Enamorado de Manuela, amigo de los chicos del colegio. Luego dejará el bar a cargo de Vida y Remo (luego de Mayi y Miguel) y se irá a trabajar al exterior.
- Osvaldo Santoro como Nino Juárez: Padre de Vida. Exdirector. Pareja de la infancia de Nélida y en su presente también.
- Leonor Manso como Nélida Jáveger: Profesora de Historia. Pareja de la infancia de Nino y en su presente también.

### Elenco juvenil
- Elías Viñoles como Bruno Zampardi: Hijo de Remo y Mara, Bruno intentará reponerse a la separación de sus padres. Empieza siendo novio de Zaida, pero cortarán su relación y él intentará conquistar a Eloisa, con quien alrededor de la serie tendrá algunos problemas con respecto a su relación.
- Vanesa González como Eloísa Valdéz: Eloisa viene de una familia muy pobre. Su padre ejerce violencia de género sobre su madre, quien trabaja en varios lugares para mantener a la familia. Debido a estos problemas familiares, ella debe cuidar a su hermano y ayudar en su casa. Se trata de una joven sumisa y respetuosa, quien gracias a Vida y Julián descubrirá su gran pasión por el piano y la música clásica. Está enamorada de Bruno, con quien alrededor de la serie tendrá algunos problemas con respecto a su relación.
- Sofía Elliot como Zaida Mohamed: Es una chica rebelde. Tiene varios problemas de familia. Su madre la crio sola y esto la hace incapaz de aceptar que ésta intente rehacer su vida. Después de comenzar a relacionar con Catalina, empezará a relacionarse mejor con sus compañeros.
- Nicolás D'Agostino como Miguel Perrone: Es un joven de una familia carenciada. Su padre está preso. Tiene un hermano mayor, Javier, quien trabaja para ayudar a su familia,. Miguel es rebelde y pasa las tardes en las calles. Vida le enseñará una vida diferente. Es mejor amigo de Lucas y novio de Mayi.
- Nicolás Goldschmidt como Abel "Formo" Gómez: Se trata de un futbolista con proyección importante. En el fondo no quiere serlo, pero se ve presionado por su padre. Quiere encontrar a su madre, quien lo abandonó cuando él era pequeño. Se enamorará de Zaida y de Bruno.
- Rodrigo Guirao Díaz como Lisandro Arias: Hijo de un matrimonio recientemente divorciado, Lisandro deja su vida en un barrio privado de Zona Norte y su escuela privada y le costará mucho adaptarse al mundo de la escuela pública. Está enamorado de Zaida, pero luego sentirá amor por Catalina
- Inés Palombo como Magdalena "Mayi" Amestoy: Hija de médicos, es la más inteligente del curso y quien tiene las mejores notas. En el fondo solo quiere liberarse y mostrar que ella también tiene una personalidad rebelde. Luego de varios cambios con respecto a su actitud y aspecto, ella se enamorará de Miguel y viceversa. Una relación que sus padres no aceptarán.
- Juana Repetto como Marilyn" "Petaca" Sosa: Es una joven con ciertos problemas de actitud. Mejor amiga de Zaida, pasa el tiempo ejerciendo bullying sobre sus compañeros, sobre todo con Catalina.
- Santiago Stieben como Ezequiel "Erre" Herrera: Es un chico cibernético inmerso en su mundo de videojuegos y computadoras.
- Laura Jozami Torres como Catalina "la gorda" Shell: Una chica con mucha actitud, a quien le cuesta socializar debido a su sobrepeso. Aunque, ella siempre va de frente, sin miedos. Se enfrentará a cualquiera que la moleste. Está enamorada de Lisandro.
- Hernán Wainstein como Damián "Poli" Polichelo: Es un joven con las hormonas a pleno, a tal punto que sus compañeras se le escapan.
- Marcelo Zamora como Lucas Espejo: Mejor amigo de Miguel. Un joven de pocos recursos con dotes por las artes plásticas. Aunque es introvertido a la hora de mostrar sus sentimientos, tiene una gran corazón. En un momento estuvo enamorado de Mayi.

### Actuaciones Recurrentes
- Gastón Grande como Gonzalo - Hermano de Vilma y, exjefe y exnovio de Eloisa.
- Coni Marino como Mara: Madre de Bruno y exesposa de Remo.
- Carla Pandolfi como Dalia: Novia de Lisandro antes de que ésta se vaya a París. Cuando ella vuelve, Lisandro está de novio con Shell, pero reconquista a Lisandro y vuelven a ser novios; también se anota en la escuela Normal 27.
- Antonio Caride como Pascual: Padre de Miguel
- Jorge Schubert como Romulo Rizzi
- Adela Gleijer como La abuela de Miguel
- Franito Taverna como Rino
- Pablo Rossi como Martín "Martincito"
- Patricia Krali como Dora: Madre de Eloisa.
- Leonardo Ramírez como Javier: Hermano de Miguel. Está enamorado de Manuela.
- Daniel Valenzuela como Padre de Eloisa. Sobreprotector y agresivo.
- Analía Malvido como Elena: Madre de Mayi. Enfermera; no acepta la relación de Mayi y Miguel.
- Gastón Dalmau como Nicolás “Nico”  - Alumno del colegio privado al que iba Mayi después de un conflicto con sus padres.
- Débora Cuenca como Vilma: Hermana de Gonzalo y, ex-enemiga y exjefa de Eloisa
- Diego Alonso como El Turco: Tío de Lucas y profesor de boxeo de Miguel.
- Giselle Benoldi como Moira
- Federico Di Lorio como Gastón: Alumno del colegio privado al que iba Mayi después de un conflicto con sus padres.
- Yanina Médica como Valeria: Alumna coreana del colegio privado al que iba Mayi después de un conflicto con sus padres. Luego será novia de Erre.
- Luis Ali como Padre de Formo: Está obsesionado con que su hijo sea futbolista.
- Federico Barga como Lalo: Hermano menor de Eloisa.
- Gustavo Bonfigli como Miguenz
- Juan Alari como Virgilio: Hermano de Petaca.
- Mario Salvatti como el Árbitro del partido que jugó Formo en el capítulo 72.
- Miriam Martino como Madre de Miguel.
- Matías Arriola como Empleado del Bar "Oruga". Es detenido por venderle alcohol a menores.
- Marcelo Fernández como Padre de Poli.
- Julieta Lasern como Lengüita Sexi: Chica que Poli y Erre conocen por ciberchat.
- Claudia Lapacó como Madre de Laura.
- Gianni Fiore como Hernán Hernandez: Dueño del colegio.
- Paloma Contreras como Morena: Alumna de 5.º año. Está interesada en Miguel, y luego en Bruno.